# 포크스톤앤드하이드

포크스톤앤드하이드의 위치

포크스톤앤드하이드(영어: Folkestone and Hythe )는 잉글랜드 켄트주에 위치한 비도시 자치구로 중심 도시는 포크스톤이며 인구는 109,452명(2014년 기준), 면적은 356.7km2이다.